# دجاج كورنيش

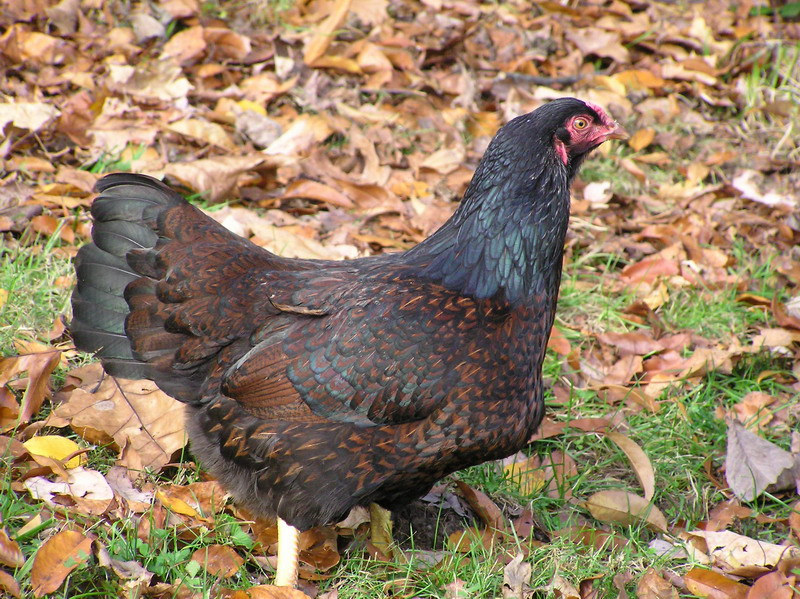
Dark صورة لدجاجة كورنيش

دجاج كورنيش، (بالإنجليزية:Cornish chicken)، (ويسميه الفرنسيون بالمحارب الهندي:Le Combattant indien)  هي سلالة نشأت في مقاطعة كورنوال في إنجلترا. هي السلالة الأكثر استخدامًا في مزارع وضيعات إنتاج لحوم الدجاج.  إنها طيور ثقيلة تتميز ببنية عضلية، تضع بيضًا بني اللون.